# Дембовский, Леонид Матвеевич
Леонид Матвеевич Дембовский (11.07.1838—1908) — русский генерал от инфантерии (06.12.1906), директор Павловского военного училища, участник русско-японской войны 1904—1905 гг.

## Биография
Родился в семье коллежского советника Матвея Егоровича Дембовского.
Окончил 1-й Московский кадетский корпус (1857) и Академию Генерального штаба (1862, по 1-му разряду).
Чины:
- 06.06.1857 — поручик,
- 09.01.1863 — штабс-капитан,
- 12.05.1863 — капитан,
- 12.03.1867 — майор,
- 25.06.1871 — капитан Генштаба,
- 16.04.1872 — подполковник,
- 13.04.1875 — полковник,
- 30.08.1887 — генерал-майор,
- 14.05.1896 — генерал-лейтенант.

Выпущен в 12-й Астраханский гренадерский полк: командир роты, батальона. С 25.06.1871 по 16.04.1872 — ст. адъютант штаба 7-й пехотной дивизии, с 06.05.1872 по 13.04.1875 — ст. адъютант штаба Харьковского ВО, с 13.06.1875 — штаб-офицер для поручений при штабе Харьковского ВО. С 15.10.1876 начальник штаба 22-й пехотной дивизии, с 08.05.1879 начальник штаба местных войск Санкт-Петербургского ВО, с 19.10.1881 — штаб-офицер для поручений при штабе войск Гвардии и Санкт-Петербургского ВО, с 20.01.1883 — начальник штаба 37-й пехотной дивизии, с 03.01.1885 — командир 147-го пехотного Самарского полка, с 19.04.1887 — Санкт-Петербургского гренадерского (впоследствии лейб-гвардии Санкт-Петербургского) полка, с 16.04.1890 — начальник 1-го военного Павловского училища, с 12.02.1897 начальник 24-й пехотной дивизии, с 10.01.1902 в распоряжении Военного министра.
С 1 июня 1904 командир вновь сформированного 5-го Сибирского армейского корпуса и за боевые отличия в русско-японской войне награждён орденом Белого Орла с меч. и золотым оружием с надписью «За храбрость». С 05.05.1906 по 18.09.1906 — в распоряжении Военного министра. С 18.09.1906 по 02.04.1907 — командир сводного корпуса для оккупации Маньчжурии.
С 30 декабря 1906 член Военного совета.
Имел двух детей.

## Награды
- орден Святого Станислава 3-й степени (1865)
- орден Святой Анны 3-й степени (1868)
- орден Святого Станислава 2-й степени (1871)
- Имп. корона к ордену Святого Станислава 2-й степени (1873),
- орден Святой Анны 2-й степени (1878)
- орден Святого Владимира 4-й степени (1881)
- орден Святого Владимира 3-й степени (1884)
- Золотое оружие (1905)
- персидский орден Льва и Солнца 4-й степени (1878)
- прусский орден Короны со звездой 2-го класса (1888)
- Орден Белого орла c мечами (26.03.1905)